# Blues, Gospel and Ragtime Guitar Instrumental
Blues, Gospel and Ragtime Guitar Instrumental è un album-raccolta di Mike Bloomfield pubblicato dall'etichetta Shanachie Records e
prodotto da Norman Dayron.Ben cinque brani pur essendo stati registrati nel 1977 erano rimasti inediti fino all'uscita di questa raccolta.

## Tracce
1. When I Need You – 5:10 (Carol Bayer Sager) – da Count Talent and the Originals, 1978
2. Memphis Radio Blues – 3:37 (King, David) – da Guitar Instrumentals, 1977, inedito
3. Blake's Rag – 1:49 (King, David) – da Guitar Instrumentals, 1977, inedito
4. Just a Closer Walk with Thee – 3:06 (Brano tradizionale, arr. e adat. da King, David) – da Bloomfield & Harris, 1979
5. At the Cross – 4:39 (Rev. Claude Jeter, L. Johnson) – da Analine, 1977
6. Hawaiian Guitar Waltz – 4:09 (King, David) – da Guitar Instrumentals, 1977, inedito
7. Gonna Need Somebody on My Bond – 4:03 (Brano tradizionale, arr. e adat. da King, David) – da Bloomfield & Harris, 1979
8. Blues for Norman – 4:46 (King, David) – da Guitar Instrumentals, 1977, inedito
9. Wheelchair Rag – 4:40 (King, David) – da Guitar Instrumentals, 1977, inedito
10. Farther Along – 2:32 (Brano tradizionale, arr. e adat. da King, David) – da Bloomfield & Harris, 1979
11. Mood Indigo – 5:28 (Duke Ellington, Barney Bigard, Irving Mills) – da Analine, 1977

## Musicisti
- Mike Bloomfield - chitarra, slide guitar, basso, pianoforte, batteria, percussioni
- Woody Harris - chitarra
- Nick Gravenites - chitarra
- Mark Naftalin - tastiere
- Roger Troy - basso
- Roger Troy - vibrafono
- Soma - basso
- Bob Jones - batteria